# 시계탑 (베네치아)

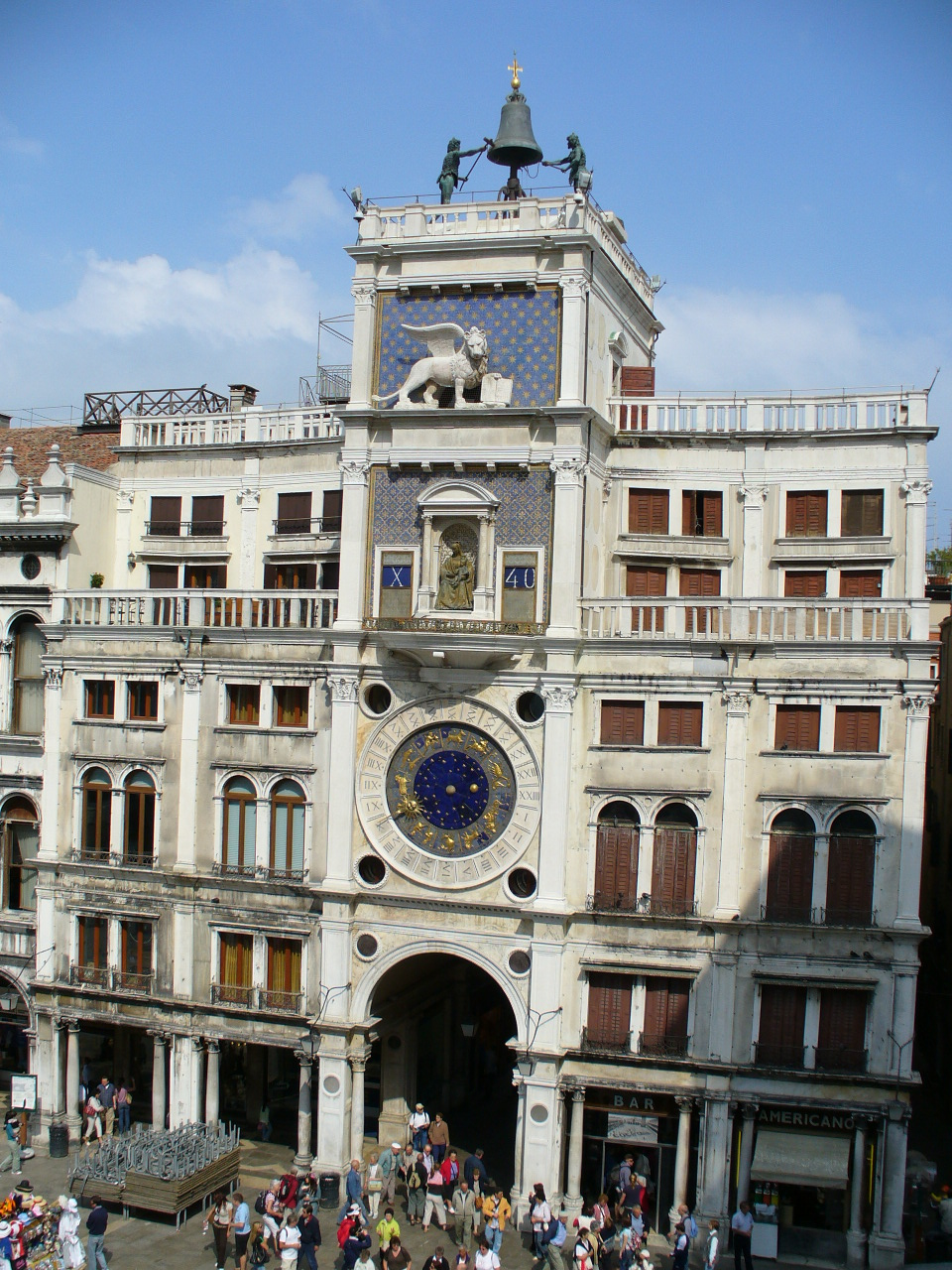
시계탑

시계탑(時計塔, 이탈리아어: Torre dell'orologio 토레 델로롤로조[*])은 이탈리아 북동부 베네치아 산마르코 광장 북쪽에 있는 시계탑이다.